# Mi lucha
Mi lucha (en alemán: Mein Kampf) es el primer libro escrito por Adolf Hitler. El primer volumen fue publicado el 18 de julio de 1925 y el segundo, el 11 de diciembre de 1926. Fue editado primero por Emil Maurice y luego por Rudolf Hess.
En el libro, Hitler combina elementos autobiográficos con una exposición de sus ideas propias y un manifiesto de la ideología política del nacionalsocialismo. El trabajo describe el proceso por el cual el autor se volvió antisemita y sus planes futuros para Alemania. En Mi lucha, Hitler desarrolló la tesis principal del «peligro judío», que hablaba de una conspiración judía para ganar el liderazgo mundial, y anuncia su odio a lo que él creía que eran los dos males del mundo: el comunismo y el judaísmo. Argumentó sobre la idea nacionalista alemana de Drang nach Osten («empuje hacia el este»): la necesidad de ganar Lebensraum («espacio vital») hacia el este, especialmente en Rusia.
Hitler escribió Mi lucha mientras estaba encarcelado por lo que consideraba «crímenes políticos» tras su fallido Putsch de Múnich en noviembre de 1923. Aunque inicialmente recibió muchas visitas, pronto se dedicó por completo al libro. Mientras lo escribía, se dio cuenta de que tendría que ser una obra de dos volúmenes, con el primer volumen programado para publicarse a principios de 1925. El gobernador de Landsberg señaló en ese momento que «él [Hitler] espera que el libro tenga muchas ediciones, lo que le permite cumplir con sus obligaciones financieras y sufragar los gastos incurridos en el momento de su juicio». Después de unas ventas iniciales lentas, el libro se convirtió en un éxito de ventas en Alemania tras el ascenso de Adolf Hitler al poder en 1933.
Después de la muerte de Hitler, los derechos de autor de Mi lucha pasaron al gobierno estatal de Baviera, que se negó a permitir nuevas ediciones de la obra. Desde 2016, tras la expiración de los derechos de autor, se han publicado ediciones comentadas con fines historiográficos. Distribuir su contenido sin comentarios al respecto puede considerarse delito de odio.

## Índice del libro
El libro fue publicado en dos tomos. El primero apareció el 18 de julio de 1925, titulado «Retrospección»; el segundo tomo, aparecido el 11 de diciembre de 1926, llevó por título «El movimiento nacionalsocialista».
| Capítulo | Título                                                                                   |
| -------- | ---------------------------------------------------------------------------------------- |
| I        | En el hogar paterno                                                                      |
| II       | Años de aprendizaje y sufrimiento en Viena                                               |
| III      | Reflexiones generales de mi permanencia en Viena                                         |
| IV       | Múnich                                                                                   |
| V        | La Guerra Mundial                                                                        |
| VI       | Propaganda de guerra                                                                     |
| VII      | La revolución                                                                            |
| VIII     | La iniciación de mi actividad política                                                   |
| IX       | El Partido Alemán de los Trabajadores                                                    |
| X        | Las causas del desastre                                                                  |
| XI       | Pueblo y raza                                                                            |
| XII      | La primera fase del desarrollo del Partido Nacionalsocialista Alemán de los Trabajadores |

| Capítulo | Título                                                       |
| -------- | ------------------------------------------------------------ |
| I        | Cosmovisión y partido                                        |
| II       | El Estado                                                    |
| III      | Súbditos y ciudadanos                                        |
| IV       | Personalidad e ideal del estado nacional                     |
| V        | Cosmovisión y organización                                   |
| VI       | El comienzo de nuestra lucha - La importancia de la oratoria |
| VII      | La lucha contra el Frente Rojo                               |
| VIII     | El fuerte es más fuerte cuando está solo                     |
| IX       | Ideas básicas sobre el objetivo y la organización de la SA   |
| X        | La máscara del federalismo                                   |
| XI       | Propaganda y organización                                    |
| XII      | La cuestión de los sindicatos                                |
| XIII     | La política aliancista de Alemania después de la Guerra      |
| XIV      | Orientación política hacia el Este                           |
| XV       | El derecho de la legítima defensa                            |

En los años posteriores al original y actualmente estos dos volúmenes han sido publicados en un solo libro.

## Contenido
El libro perfila las ideas principales que el régimen alemán llevaría a término durante su gobierno. Especialmente prominente es el amor al pueblo alemán de Adolf Hitler, aceptando entre otras teorías Los protocolos de los sabios de Sion, un texto que pretendía exponer el complot judío para controlar el mundo. Esto más tarde se convirtió en parte del esfuerzo de propaganda nazi para justificar la persecución y aniquilación de los judíos. Por ejemplo, denunciaba que el esperanto era parte de un complot judío, y argumenta sobre la idea nacionalista alemana de Drang nach Osten: («Empuje hacia el Este») la necesidad de ganar Lebensraum («espacio vital») hacia el este, especialmente en Rusia.
Entre las fuentes utilizadas por Adolf Hitler para escribir Mi lucha destaca el libro El judío internacional: el primer problema del mundo (1920), del famoso industrial estadounidense Henry Ford, financiero de Hitler y admirador de sus ideas. Ford es, precisamente, el único ciudadano de Estados Unidos citado por Hitler en su libro.
Además, Hitler habla de la rivalidad entre potencias europeas, incluyendo a Gran Bretaña.

"Ninguna nación ha preparado con más cuidado su conquista económica con la espada con mayor brutalidad y la ha defendido después de forma más despiadada que los británicos. Si un pueblo se limita a la colonización interna, en un momento en que otras razas se aferran a superficies cada vez mayores del suelo de la tierra, se verá obligado a ejercer autorestricción incluso mientras otras naciones seguirán aumentando."
Mi lucha, texto completo en español, traducción de la Editora Central del Partido Nacional Socialista de 1935.

A través de sus 782 páginas, Hitler detalla los pasos que un futuro Estado alemán nacionalsocialista debía seguir para finalmente convertirse en el «amo del mundo». Primero aboga por la conclusión definitiva de la hostilidad franco-germana, que se lograría con la destrucción de Francia. Una vez conseguido esto, Alemania finalmente se encontraría en libertad de expandirse, con el objetivo de conseguir el llamado «espacio vital alemán». Hitler concluye que el Tercer Reich no debe buscar colonias en Asia o África, sino que debe expandirse hacia el este, a expensas de Rusia. Aunque reconoce que diversos pueblos ya habitan en Europa oriental, asegura que el pueblo alemán tiene el derecho de desalojar a sus ocupantes:

...la naturaleza no ha reservado esta tierra para la futura posesión de una nación o raza en particular; por el contrario, esta tierra existe para el pueblo que posea la fuerza de tomarla.
Acerca de la expansión alemana hacia el este.

#### Antisemitismo y antimarxismo
Hitler empleaba las tesis principales del «peligro judío», que hablaba de una conspiración judía para ganar el liderazgo mundial. Explicó muchos detalles acerca de su niñez y del proceso por el que se volvió cada vez más antisemita y militarista, especialmente durante sus años en Viena. En el segundo capítulo, Hitler escribe sobre cómo veía a los judíos en las calles de la ciudad, y entonces se preguntaba: «¿Eran aquellos alemanes?». Decía que cuando se encontró por primera vez con la prensa antisemita, la descartó como indigna de seria consideración, pero más tarde se fue convirtiendo de un "débil cosmopolita" a un "antisemita fanático". Dichas opiniones se volvieron cruciales para su programa de reconstrucción nacional de Alemania.

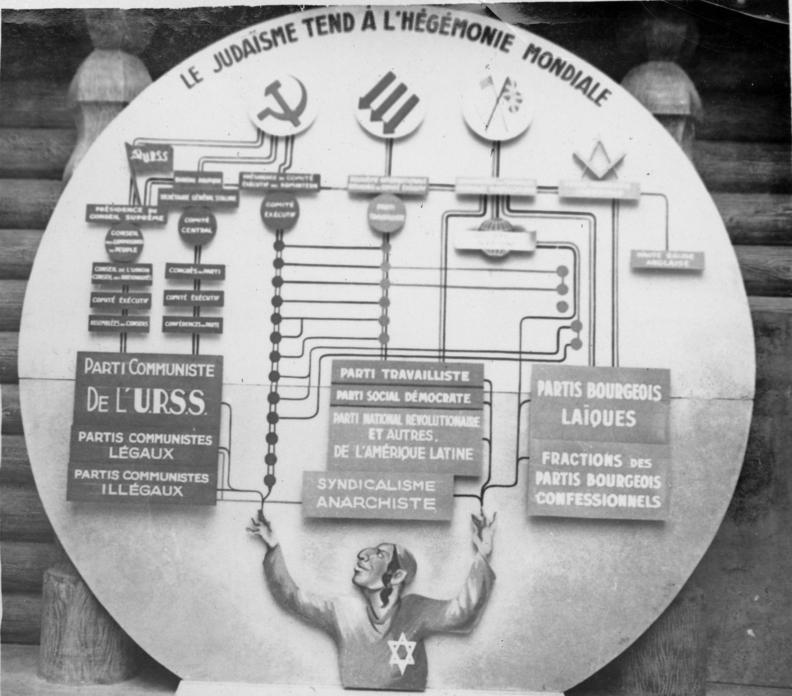
Exposition antibolchevique de 1942 en la Francia ocupada por la Alemania nazi, donde se denuncia una conspiración judeo-masónico-comunista-internacional.

Hitler atacó a la ética judeocristiana siguiendo la crítica de Friedrich Nietzsche como los creadores de la moral de esclavos y el deterioro de los valores. Hitler describe el producto de este "perfume cultural" como el "hombre medio " con interés de la colectividad y el "hombre completo" motivado por la autopreservación. Fue la mezcla de sangre lo que provocó el deterioro cultural por parte del "envenenamiento" judío que "sistemáticamente lleva a cabo este modo de 'desarmar' a la clase dirigente intelectual de sus adversarios raciales. Sin embargo, para enmascarar su actividad y adormecer a sus víctimas, habla más y más de la igualdad de todos los hombres sin distinción de raza y color". En importante señalar que Nietzsche fue un crítico tanto del antisemitismo (diciendo que "se está extendiendo la obscenidad literaria de llevar a los judíos a la matanza como chivos expiatorios de todas las desgracias públicas e internas concebibles") como del nacionalismo alemán (diciendo en La gaya ciencia: "Estamos muy lejos de ser lo bastante alemanes [...] para convertirnos en voceros del nacionalismo y de los odios de razas"). Fue en parte la hermana de Nietzsche, Elisabeth Förster-Nietzsche, quien manipuló las palabras de su hermano para acomodarlas a la visión nacionalsocialista del mundo.
Por lo que se refiere a las teorías políticas, Adolf Hitler describe su aversión a los que cree son los males gemelos del mundo: el marxismo y el judaísmo, y manifestaba que su propósito era erradicarlos de la Tierra. En el libro, Hitler culpó de los principales problemas de Alemania al parlamento de la República de Weimar a los judíos y socialdemócratas. 
Según Hitler: "La doctrina judía del marxismo rechaza el principio aristocrático de la Naturaleza y coloca en lugar del privilegio eterno de la fuerza y del vigor, la masa numérica y su peso muerto. Niega así [...] el mérito individual e impugna la importancia del nacionalismo y la raza [...]". Explicó que el Estado nacionalsocialista no conoce clases, solo reconoce ciudadanos y sostuvo además que "el sindicalismo en sí, no es sinónimo de antagonismo social", cosa que el marxismo usó como arma del "judío internacional" para su lucha de clases, por eso el nacionalsocialismo debe imponerse. Hitler también criticó el sistema democrático occidental al ser "la precursora del marxismo, el cual sería inconcebible sin ella" y proporciona "a esta peste mundial el campo de nutrición". Anunció destruir el sistema parlamentario y democrático por degradar a la autoridad completa del Führer. Hitler explicó además sus técnicas y campañas políticas que su partido realizó, como por ejemplo, apropiarse del color rojo en sus propagandas y banderas para atraer a la clase trabajadora y alejarla de los partidos de izquierda.

#### Estado nacionalsocialista y eugenesia
En cuanto al Tercer Reich, Hitler claramente define que el sistema de gobierno sería una dictadura: Además, el Estado tendrá muy poco que ver con la economía, ya que en realidad será un «organismo racial». Después de establecer que la raza aria es superior sobre el resto, asegura que la misma debe subyugar a las demás para poder «preservar e incrementar la cultura». Concluye que los alemanes se encuentran en el estado actual debido a que no preservaron su raza pura, y «gradualmente perdieron su creatividad cultural». Después de escribir esto, no es sorprendente que determine que el principal propósito del Estado nazi sea "la preservación de los elementos raciales originales que confieren cultura y crean la belleza y la dignidad de una humanidad superior".
Una versión racial del Übermensch de Nietzsche, frecuentemente traducido como «superhombre», se convirtió en una base filosófica para las ideas nacionalsocialistas. Para Nietzsche, el Übermensch es en sus escritos, especialmente en el libro Así habló Zaratustra, una persona capaz de generar su propio sistema de valores identificando como bueno todo lo que procede de su genuina voluntad de poder. La noción nazi de la raza superior también generó la idea de "humanos inferiores" (Untermenschen), que deberían ser dominados y esclavizados. Este término no se origina con Nietzsche. 
El movimiento nazi, admite Hitler, "depende del fanatismo, si se quiere, de la intolerancia", de la misma forma que el cristianismo triunfó no debido a sus corrientes filosóficas sino "al inquebrantable fanatismo con que proclamó y sostuvo su propia doctrina". Hitler sostuvo la inferioridad de las razas, diciendo que "el antípoda del ario es el judío". Afirmó que "la mezcla de sangre aria con la de pueblos inferiores tuvo por resultado la ruina de la raza de cultura superior" y por ello "la nacionalización de las masas sólo podrá lograrse con éxito si [...] se extermina a quienes esparcen el veneno internacional entre ellos". Sugirió que "si al comienzo de la guerra y durante la guerra, doce o quince mil de estos corruptores hebreos de la nación habían sido sometidos a gas venenoso, como el que tuvieron que soportar en el campo cientos de miles de nuestros mejores trabajadores alemanes de todas las clases y profesiones, entonces el sacrificio de millones en el frente no habría sido en vano".
Según Hitler, el Estado nacionalsocialista clasifica a sus habitantes en tres grupos: Los ciudadanos, los súbditos y los extranjeros. Los súbditos pueden ser alemanes pero no pueden intervenir en política activa o pasivamente. Estos son educados a "cumplir con los requisitos de entrenamiento físico que prescribe el Estado, para ingresar finalmente en el servicio del ejército" que al terminarlos recibirá los derechos ciudadanos "que se establecen en el territorio de un Estado con fines únicamente «utilitaristas»". Por otro lado, ser ciudadano del Reich es "más dignificante" que el rey en un Estado extranjero.
Hitler sostuvo que la naturaleza se concentra en la selección de la especie. Así, la vida humana "no puede tratarse de mejorar artificialmente lo malo subsistente [...] sino por el contrario debe procurarse asegurar bases más sanas para un ciclo de desarrollo venidero". Comparó la "concepción racial del Estado nacionalsocialista" con los principios eugenésicos que los Estados Unidos usaron a comienzos del siglo XX, como prohibir la entrada de inmigrantes afectados por enfermedades contagiosas y "excluir de la naturalización, sin reparo alguno, a los elementos de determinadas razas".
Sus percepciones político elitistas culminan en una versión del darwinismo social: "La gran masa no es más que una parte la naturaleza y no cabe en su mentalidad comprender el mutuo apretón de manos entre hombres que afirman seguir objetivos contrapuestos. Lo que la masa quiere es el triunfo del más fuerte y la destrucción del débil oso incondicional del sometimiento".

#### LebensraumyGeneralplan Ost
En el capítulo "Orientación política hacia el Este", Hitler argumentó que los alemanes necesitaban obtener nuevo territorio, el Lebensraum ("espacio vital"), en el este, un «destino histórico» que nutriría adecuadamente al pueblo alemán. Hitler creía que "la organización de una formación estatal rusa no era el resultado de las habilidades políticas de los eslavos en Rusia, sino sólo un maravilloso ejemplo de la eficacia formadora de estado del elemento alemán en una raza inferior". Hitler declaró abiertamente la futura expansión alemana en el este, presagiando el Generalplan Ost:
Y así, los nacionalsocialistas trazamos conscientemente una línea debajo de la tendencia de la política exterior de nuestro período anterior a la guerra. Continuamos donde rompimos hace seiscientos años. Paramos el interminable movimiento alemán hacia el sur y el oeste, y volvemos nuestra mirada hacia la tierra en el este. Por fin rompemos con la política colonial y comercial del período anterior a la guerra y pasamos a la política del suelo del futuro. Si hablamos de suelo en Europa hoy, podemos pensar principalmente sólo en Rusia y sus estados fronterizos vasallos.

## Historia

### Desarrollo

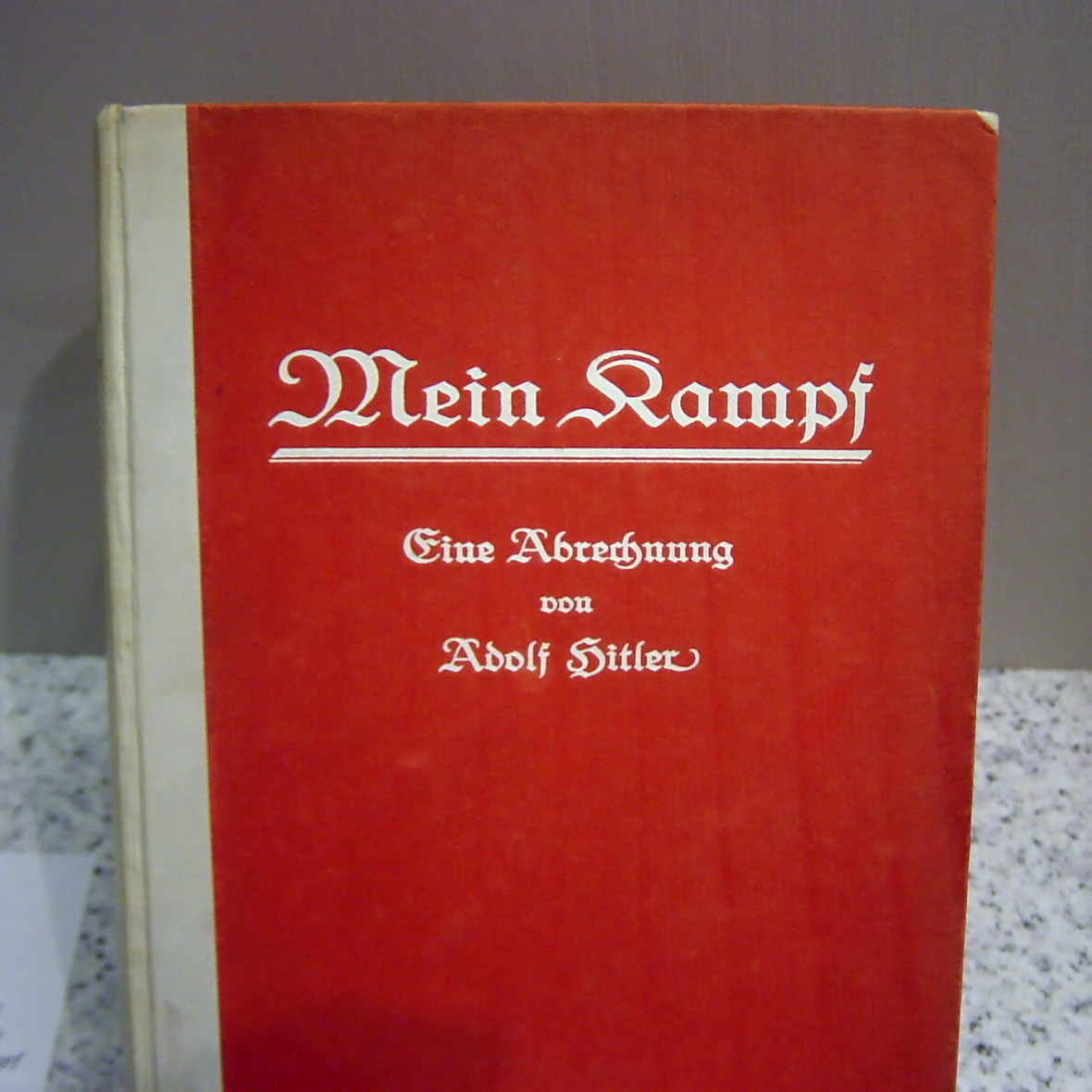
Primera edición de Mi lucha de 1925 en el Museo Histórico Alemán.

Hitler comenzó a escribir el libro en la prisión de Landsberg en mayo de 1924, después de haber sido condenado a cinco años de prisión por haber planificado y ejecutado el fallido golpe de Múnich. A pesar de su condena, Hitler contaba con trato preferencial y recibía visitas de admiradores y regalos. Sobre el proceso de escritura, la opinión más difundida es que Hitler habría comenzado dictando el texto a su chófer, Emil Maurice, quien pronto sería sustituido por el que sería su secretario personal, Rudolf Hess. No obstante, Ilse Pröhl, la amante de Hess, que entonces colaboraba con él revisando las galeradas del libro, afirmó que en la prisión era el mismo Hitler quien se encargaba de la mecanografía, versión respaldada por el hallazgo en 2006 de cinco páginas del texto original y dieciocho hojas de borradores con correcciones manuscritas de Hitler. Además, el sacerdote Bernhard Stempfle y Josef Czerny, un escritor antisemita, ayudaron en la redacción y revisión del libro. Originalmente Hitler quería llamar a su próximo libro Viereinhalb Jahre (des Kampfes) gegen Lüge, Dummheit und Feigheit, o Cuatro años y medio (de lucha) contra las mentiras, la estupidez y la cobardía. Se dice que Max Amann, director de Franz Eher Verlag y editor de Hitler, sugirió el mucho más corto Mein kampf, o Mi lucha. Esta obra estaba dedicada a Dietrich Eckart.
Hitler redactó la mayor parte del segundo volumen en Berchtesgaden durante dos estancias en los veranos de 1925 y 1926, el primero alojado en la Pensión Moritz, propiedad del matrimonio Büchner, y el segundo en el hotel Deutsches Haus. En este segundo volumen sí recurrió al dictado y, aunque no se conoce la identidad de la mecanógrafa de 1925, en 1926 el trabajo lo realizó Hertha Frey, quien sería su secretaria personal hasta 1930.
Hitler había titulado el libro 4½ Jahre Kampf gegen Lüge, Dummheit und Feigheit (Cuatro años y medio de lucha contra las mentiras, la estupidez y la cobardía), pero Max Amann, coordinador de las publicaciones nazis, lo convenció de reducirlo a Mi lucha. Amann había esperado que Hitler escribiera su autobiografía y que se enfocara en el golpe de Múnich, evento que había hecho famoso a nivel nacional al Partido Nazi, y que probablemente sería atractivo para los lectores; pero Hitler apenas realizó una mención de este episodio. En el libro, Hitler evita el tema, alegando que las fuerzas que los reprimieron —el Gobierno, la Policía y el Ejército bávaros— habían actuado de buena fe. Considerando que algunos líderes de estas fuerzas fueron asesinados o enviados a campos de concentración cuando Hitler llegó al poder, lo más probable es que haya eludido el tema para no enemistarse prematuramente con estas fuerzas políticas.

### Ventas y popularidad
| Ventas en Alemania de Mi lucha                                          |
| ----------------------------------------------------------------------- |
|                                                                         |
| Fuente: The rise and fall of the Third Reich; a history of Nazi Germany |

El primer volumen de Mi lucha, de 400 páginas, fue publicado el 18 de julio de 1925 al precio de doce reichsmark, unos tres dólares estadounidenses de la época. A pesar de que los nazis pretendieron haber vendido 24 000 ejemplares en el primer año, con tendencia alcista, la captura de documentos de la editorial nazi Eher-Verlag por los Aliados en 1945 han desmentido estas afirmaciones. El libro se vendió lentamente y las ventas cayeron en los siguientes años. El 11 de diciembre de 1926 se publicó el segundo volumen, pero las ventas cayeron a menos de la mitad en comparación con el año anterior. Sin embargo, con la llegada de la Gran Depresión, la popularidad de los nazis aumentó, al igual que las ventas del libro. También puede haber afectado el hecho de que en 1930 se publicó una edición barata de Mi lucha.
En 1933, año en que Hitler subió al poder, las ventas se dispararon y se vendieron un millón de ejemplares del libro, ritmo que conservó hasta la caída de la Alemania Nazi, siendo el libro más vendido en este período después de la Biblia. En 1933 Hitler se convirtió en el autor alemán más próspero.

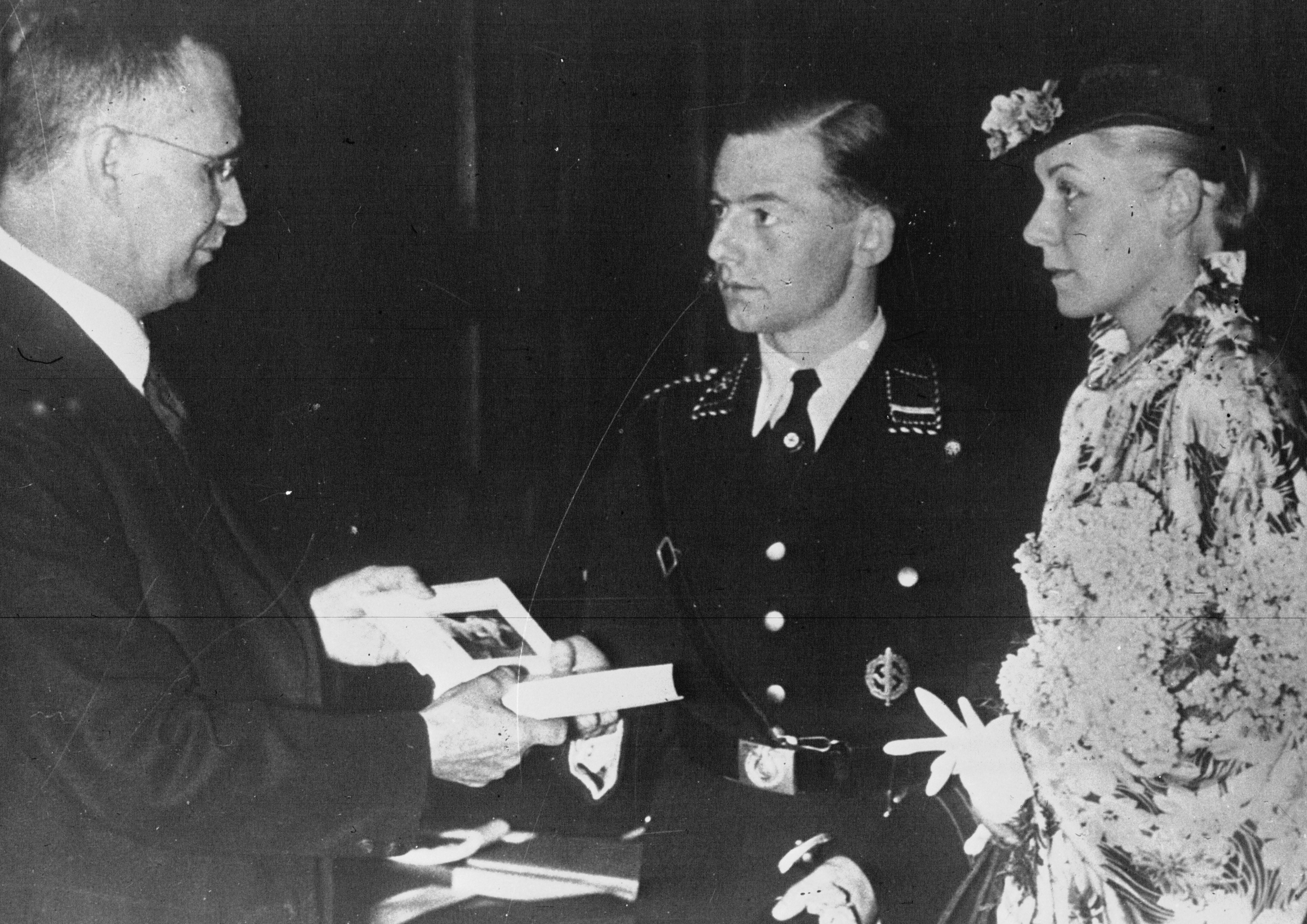
Fue costumbre que el libro fuera regalado a las parejas que se casaban (imagen de 1936)

Durante el gobierno de Adolf Hitler, era costumbre regalar un ejemplar del libro a los novios en su boda y a los estudiantes cuando se graduaban.
Algunos historiadores han sostenido que una amplia lectura del libro podría haber alertado acerca de los propósitos de Hitler.

### Beneficios
En total se editaron 12,4 millones de ejemplares de Mi lucha en alemán. Hitler se llevaba por lo menos un marco por cada ejemplar vendido. Sin embargo, este libro no fue su principal fuente de ingresos; el dictador recibió más de 50 millones de marcos por la reproducción de su retrato en sellos alemanes, en virtud de derechos de imagen. También debe tenerse en cuenta que Hitler y la gente de su entorno podían acceder a los fondos de la "donación Adolf Hitler de la economía alemana", un impuesto para la mayoría de las empresas del 0,5% de su masa salarial. En 1945 se había recaudado con este impuesto un total de 700 millones de marcos.
Hitler fue multado con 10 marcos por evasión de impuestos en septiembre de 1925. Después de aquello empezó a presentar sus declaraciones;  sin embargo, tras tomar el poder evadió impuestos en 1933 y 1934. Llegó a tener una deuda con Hacienda de 405 494,40 marcos, que le fue perdonada. En 1935, Hitler desapareció de la administración tributaria alemana y no volvió a pagar ningún impuesto.

### Traducciones

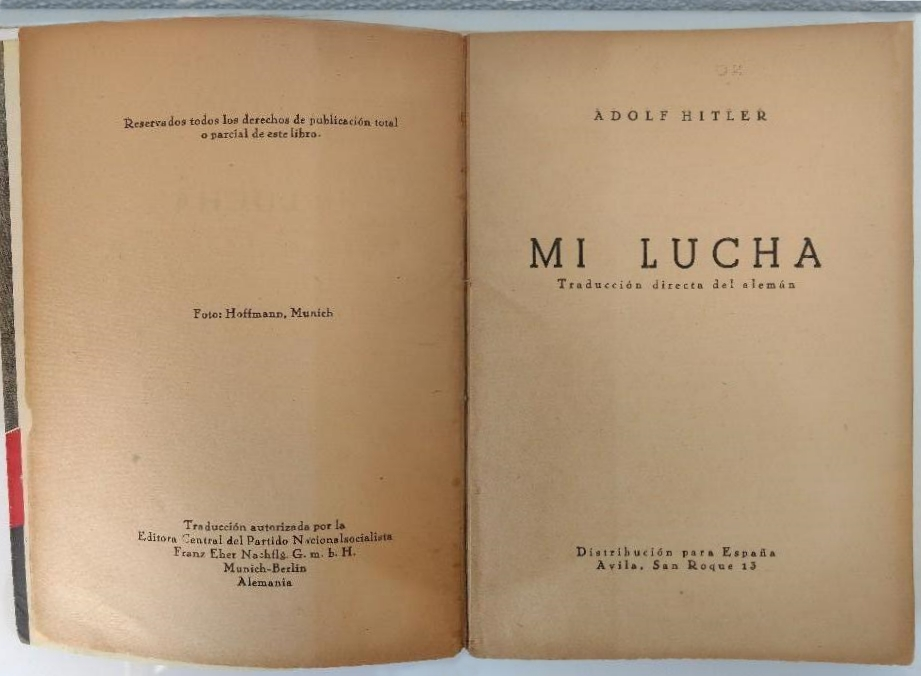
Portada interior de la primera edición española del libro Mi lucha, de 1935.

En 1935 la Casa Editorial Araluce de Barcelona sacó una versión abreviada en español, autorizada por la editorial Eher, de 355 páginas. La portada tenía una foto en color de Adolf Hitler con la camisa parda realizada por su fotógrafo, Heinrich Hoffmann. Tenía el nombre del autor en la parte superior, después el título Mi lucha, y debajo la palabra Autobiografía. En 1937, durante la guerra civil española, se publicó en Ávila una segunda edición, patrocinada directamente por el Partido Nazi y autorizada por la editorial Eher, de 367 páginas, con correcciones menores. En esta desapareció la palabra Autobiografía de la portada. Estas dos ediciones cuentan con un prólogo de un traductor anónimo, que algunas fuentes señalan que fue el diplomático boliviano Federico Nielsen Reyes.

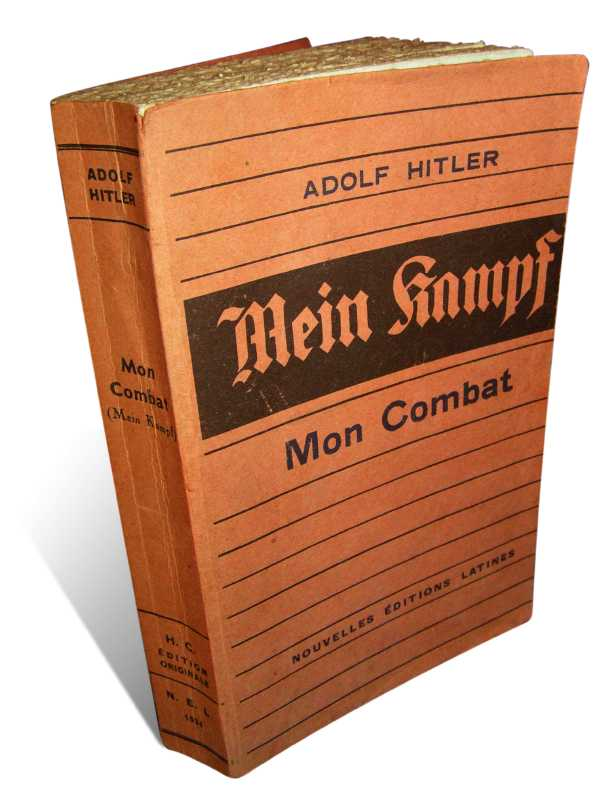
Primera traducción francesa del libro publicada ilegalmente en 1934 con el título de Mon Combat.

En francés la primera traducción completa del libro se publicó ilegalmente en 1934 con el título de Mon Combat.
En inglés se publicó en 1933 una traducción parcial (doscientas cincuenta páginas frente a las casi ochocientas del original) a cargo de Edgar Dugdale para la editorial londinense Hurst & Blackett. Su título, My Struggle, se convirtió en My Battle para la edición estadounidense publicada en Boston por Houghton Mifflin. La versión de Dugdale continuó en circulación hasta 1939, cuando la editorial la sustituyó por una completa realizada por James Murphy. En 1939 también se publicaron otras dos traducciones en Estados Unidos; la primera, dirigida por Alvin Johnson, para la neoyorquina Reynal & Hitchcock, y la segunda de la editorial Stackpole, que fue retirada tras la denuncia de Houghton Mifflin, titular de los derechos en Estados Unidos de la obra de Hitler. Houghton Mifflin publicó más tarde, en 1943, una última traducción de Ralph Manheim, que es la que ha seguido vendiéndose en los países de habla inglesa.
A comienzos de 1939, en Nueva York, el periodista Alan Cranston y el activista judío Benjamin R. Epstein crearon la editorial Noram Publishing Co. Inc. para sacar una versión abreviada de Mi lucha que, según decían en el prólogo, no omitía nada de los aspectos importantes. Todos los beneficios irían a los refugiados del Tercer Reich. Como la empresa autorizada para divulgar Mi lucha en Estados Unidos era Houghton Mifflin, los tribunales prohibieron la edición. En diez días la editorial Noram había vendido medio millón de copias, que tuvieron que retirarse del mercado. Posteriormente, Cranston abandonó el periodismo y se dedicó a la política.
En 1938 apareció en Japón una edición en idioma japonés, que era una traducción de la versión en inglés de 1933. La editorial Eher protestó porque no era una edición autorizada, y las autoridades interrumpieron su comercialización cuando solo se habían vendido tres mil ejemplares.
En marzo de 1934 el periódico Al-Nidda de Beirut publicó fragmentos de Mi lucha en árabe traducidos de la edición abreviada en inglés. Desde abril de 1934 el periódico Al-Alam-Ul-Arabi de Bagdad publicó en 117 entregas la traducción al árabe de la versión de Mi lucha de Dugdale. Desde Alemania no se pusieron inconvenientes a estas ediciones en árabe.

## Disponibilidad entre 1945 y 2015
En 1945 el gobierno militar estadounidense de Baviera confiscó todo el patrimonio del Partido Nazi, incluyendo la editorial Franz Eher Nachfolger GmbH. Luego nombró como fiduciario al gobierno de Baviera.
En marzo de 1946 se dictó una ley con respecto a la herencia de los jerarcas nazis. Esta norma decía que sus bienes podían ser confiscados total o parcialmente. Hitler estuvo empadronado en Múnich y tuvo allí sus cuentas bancarias hasta que se suicidó, el 30 de abril de 1945 en Berlín. Por todo ello, en 1948 el Tribunal de Desnazificación Múnich I decidió confiscar todos los bienes que había dejado Hitler, que fueron a parar a la Consejería de Hacienda del Gobierno del Estado Federado de Baviera, incluidos los derechos de autor de Mi lucha.
Hitler, en su testamento, legó su patrimonio a Alemania, pero en 1958 el canciller de la República Federal Alemana Konrad Adenauer decidió renunciar a esta herencia.
La Consejería de Hacienda de Baviera trató de impedir las nuevas ediciones del libro por todos los medios jurídicos, contando para ello con la colaboración del Ministerio de Asuntos Exteriores alemán.
En total se habían impreso 12,4 millones de ejemplares de Mi lucha previamente. La mayoría fueron destruidos con la llegada de los Aliados en la Segunda Guerra Mundial, pero quedaron cientos de miles de ejemplares en Alemania. En junio de 1978 un anticuario de Franconia trató de vender en Fürth dos ejemplares de Mi lucha, de 1935 y 1943, pero intervino la policía. El anticuario fue condenado a una multa por tenencia de medios propagandísticos de organizaciones anticonstitucionales. Sin embargo, apeló y el 25 de julio de 1979 el Tribunal Federal de la República Federal de Alemania le absolvió.
En 1999, el Centro Simon Wiesenthal documentó que las librerías virtuales Amazon.com y Barnesandnoble.com vendían Mein Kampf en Alemania. A raíz de esto, Amazon.com interrumpió la venta de este libro en Alemania.
Desde mediados de la década de 1990 ha habido en Internet para descargar gratuitamente diversas versiones de Mi lucha, ya sea escaneadas del original o bien transcritas, en ocasiones con algunos fallos.
En 1974 se prohibió la venta de Mi lucha en Países Bajos.

## Disponibilidad actual
En 2015, al cumplirse 70 años de la muerte de Adolf Hitler, su libro Mi lucha pasó a ser de dominio público.
Una edición de Mi lucha con comentarios del Instituto de Historia Contemporánea de Múnich se publicó en Alemania en enero de 2016 y se agotó en unas horas en el sitio alemán de Amazon. La publicación del libro provocó un debate público en Alemania y dividió las reacciones de los grupos judíos, algunos apoyando y otros oponiéndose a la decisión de publicarlo. Los funcionarios alemanes habían dicho previamente que limitarían el acceso público al texto entre temores de que su reedición pudiera despertar el sentimiento neonazi. Algunas librerías declararon que no almacenarían el libro. Dussmann, una librería de Berlín, declaró que un ejemplar estaba disponible en los estantes de la sección de historia, pero que no se anunciaría y más ejemplares estarían disponibles solo bajo pedido. En enero de 2017, la edición anotada en alemán había vendido más de 85 000 copias.
En 2016 la editorial Schelm Verlag quiso publicar el libro en Alemania sin comentarios añadidos, lo cual es polémico a nivel jurídico ya que el artículo 130 del Código Penal alemán prohíbe la incitación al odio.
En 2016 se lanzó una versión comentada del libro en Argentina.
En 2014 un vendedor de antigüedades de Países Bajos fue procesado por vender una copia antigua de Mi lucha pero en 2017 fue absuelto.
En España se han vendido ediciones en librerías, aunque el artículo 510 del Código Penal español prohíbe divulgar ese tipo de contenido por considerarse delito de odio.
En enero de 2021 se dio a conocer la publicación de una edición comentada del Mi lucha en Polonia, por primera vez en su historia. Dicho hecho causó una gran polémica en el país.

## Secuela
Después de que el Partido Nazi consiguiera solamente un 2,8% de los votos en las elecciones de mayo de 1928 Hitler se retiró a Haus Wachenfeld, en Obersalzberg. En este lugar, entre junio y julio de ese año, dictó una nueva obra a una mecanógrafa, probablemente su secretaria Hertha Frey.
En el primer capítulo Hitler hablaba de la vida como una lucha, inspirado en el darwinismo social. En el siguiente capítulo habló de que era necesario para garantizar la supervivencia a largo plazo del pueblo alemán tener más suelo. Los capítulos tercero y cuarto hablan de que para entender la vida era preciso entender el principio de la raza. En un capítulo incompleto rechaza germanizar los pueblos extranjeros y apuesta por la "política espacial" nacionalsocialista. En la siguiente parte, Hitler daba argumentos contra las posibles alternativas a una política basada en el espacio. Rechazaba también la neutralidad en las guerras porque, aunque servía para hacer negocios momentáneos, el país quedaría excluido de decisiones que marcarían el destino mundial. El último tercio de la obra, de unas cien páginas, está dedicado a la política exterior nacionalsocialista. Se explicaba que Francia era enemiga, que una política que se guiase por el comercio exterior generaría un conflicto con el Reino Unido, que volver a las fronteras de 1914 era inútil y que la única solución era conquistar el "espacio vital" en el Este. Hitler dijo en esta obra que era viable una alianza con el Reino Unido y que la verdadera amenaza militar de aquel país era Francia, por su cercanía. Pensaba que el Reino Unido no se preocuparía de la hegemonía europea de Alemania si esta no ponía en peligro su dominio marítimo y colonial. Criticaba a los liberales y a los conservadores, a los que acusaba de querer degenerar a Alemania en lo político y en lo racial. Pensaba que Italia y Alemania, que se formaron entre 1861 y 1871, no tenían intereses de política exterior que pudieran colisionar y sí tenían cosas en común. Explicaba cómo Francia y Austria se habían opuesto a la unificación alemana y a la italiana. Por entonces, Hitler pensaba que el territorio de expansión de Italia era la cuenca del mar Mediterráneo. Para él, los intereses comunes de ambos países se habían reforzado con la llegada al poder en Italia del dictador fascista Benito Mussolini. Sobre Tirol del Sur, decía que los nazis no lo habían traicionado, sino los políticos que firmaron el Tratado de Versalles y el de Saint-Germain-en-Laye y que desde 1919 se comportaban en consecuencia.
En esta obra, los judíos son nombrados veinticinco veces. Para Hitler, en Rusia y Francia había vencido el judaísmo pero en el Reino Unido su victoria entonces no era total. En Italia, señalaba que los judíos se adaptaban al fascismo pero lo criticaban fuera, dejando de manifiesto su verdadera opinión.
Se desconoce por qué este segundo libro jamás se publicó. Es posible que el editor Max Ammann, de la editorial Eher, lo desaconsejase, ya que en 1928 las ventas de Mi lucha habían ido mal y si se publicaba un segundo libro el primero se vendería aún menos.
La editorial Eher guardó un ejemplar en la cámara acorazada de un banco y lo mantuvo en secreto. En mayo de 1945 el jefe del departamento de libros de esta editorial se lo entregó a un oficial estadounidense. Fue trasladado a Estados Unidos y etiquetado como si fuera un borrador de Mi lucha, hasta que fue identificado en 1958 por el historiador Gerhard L. Weinberg.
Baldur von Schirach no le dio credibilidad al hallazgo. Rudolph Hess dudó y pensó que podía tratarse de parte de un memorándum de 1931. Albert Speer, sin embargo, dijo que sabía que Hitler recibió varios cientos de miles de marcos de anticipo por un escrito que no se quiso publicar por motivos políticos.

### Ediciones
- Hitler, Adolf (2016). Mi Lucha. CreateSpace Independent Publishing Platform. ISBN 978-1-5233-9243-8.
- Hitler, Adolf; Gmez, Javier (2017). Mi Lucha - El Testamento Político de Adolf Hitler: Testamento Político Redactado Por Por Martin Borman. CreateSpace Independent Publishing Platform. ISBN 978-1-5449-0577-8.
- Hitler, Adolf (2018). Mi lucha. Editorial Verbum. ISBN 978-84-9074-739-1.
- Hitler, Adolf (2019). Mi lucha (Mein Kampf). Franz Karlz.

### Sobre el libro
- Kershaw, Ian (1999). Hitler (1889-1936) (3.ª edición). Barcelona: Ediciones Península. ISBN 84-8307-230-0.
- Kellerhoff, Sven Felix (2015). Mi lucha: la historia del libro que marcó el siglo XX. Barcelona: Crítica. ISBN 978-84-9892-905-8.
- Shirer, William L. (1960). The rise and fall of the Third Reich: a history of Nazi Germany. Simon & Schuster. ISBN 0671728687.
- Hildebrand, Dietrich von (2016). Mi lucha contra Hitler. Ediciones Rialp. ISBN 978-84-321-4617-6.